# قالی افغانی

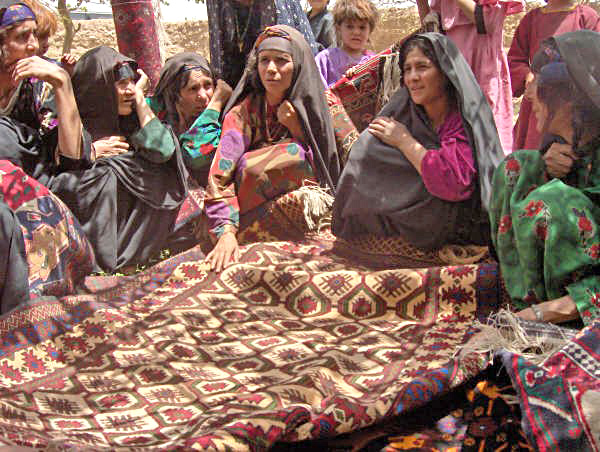
بانوان بخش غربی افغانستان، در حال نشان‌دادن و نمایش قالی افغانی ادراسکان هستند.

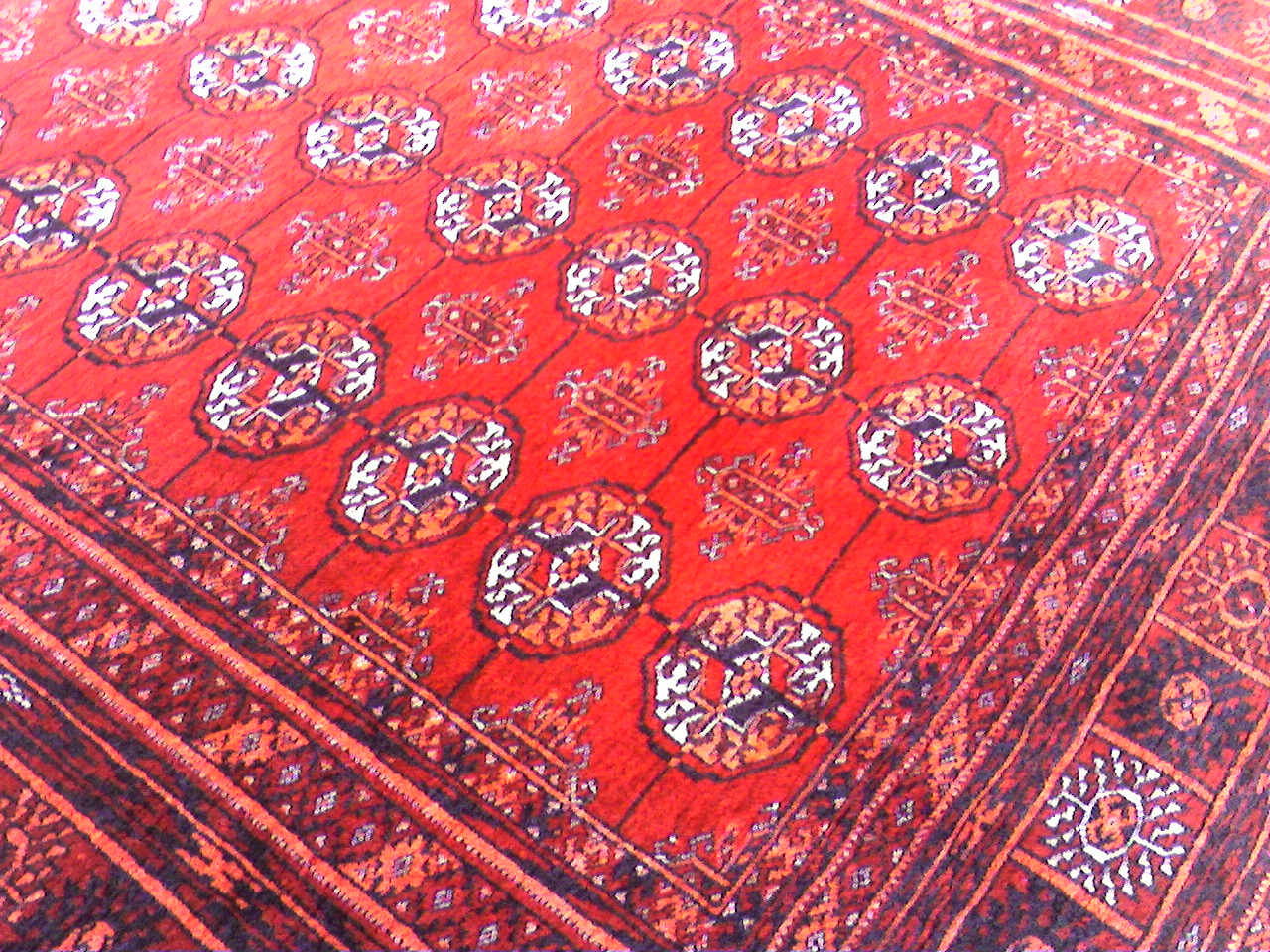
چاپ مشهور بخارا بر روی قالی افغانی

قالی افغانی یا قالیچه افغانی گونه‌ای کف‌پوش دست‌باف است که به‌طور سنتی در افغانستان تولید می‌شده‌است. امروزه بسیاری از قالی‌های افغانی توسط پناهندگان افغانی ساکن در پاکستان بافته می‌شود. این قالی در سال‌های ۲۰۰۸ و ۲۰۱۳ و ۲۰۱۴ میلادی جوایز بین‌المللی بسیاری را در نمایشگاهی که هر ساله در شهر هامبورگ کشور آلمان برگزار می‌شود، به‌دست آورده‌است. این قالی به‌طور معمول در بخش‌های شمالی و غربی افغانستان و توسط گروه‌های قومی گوناگون، به خصوص قوم ترکمن سراپا می‌شود.
یکی از خوش‌رنگ‌ترین و ممتازترین گونه‌های قالی مشرقی، که در دسته قالی‌های افغانی نیز محسوب می‌شود، قالی شیندند یا ادراسکان هستند که در استان هرات، در غرب افغانستان بافته می‌شود. نقش‌های انسانی و حیوانی پرامتداد و قوی، از بارزه‌های چهره‌ای این قالی‌ها هستند. قالی شیندند، در سراسر افغانستان، و بیشتر در مزار شریف پرطرفدار و پرفروش می‌باشد.
قالی افغانستان جزء با کیفیت ترین قالی ها در دنیا می باشد. 
یکی دیگر از کالاهای عمده و اساسی افغانستان، قالی‌های بلوچی، به‌خصوص جانمازهای بلوچی هستند. این قالی‌ها به وسیله بلوچ‌های(بلوچ های افغانستان) ساکن بخش جنوب‌غربی افغانستان (فراه|نیمروز|هلمند|قندهار|هرات و بعضی مناطق دیگر) تولید می‌شوند.
گیاهان گوناگون و دیگر رنگ‌ینه‌های طبیعی برای تولید رنگ‌های غنی استفاده می‌شود. قالی‌ها بیشتر در اندازه‌های میانی هستند. در قالی افغانی، بسیاری از الگوها و رنگ‌ها استفاده می‌شود، ولی الگو سنتی و بیشتر مرسوم، چاپ هشت‌ضلعی بخارا (چاپ هشت‌ضلعی به کمک پای فیل)، در پیش‌زمینه عموماً قرمز می‌باشد. بافندگان، معمولاً دیگر تزئینات سبک زندگی چادرنشینی، مانند تکه‌های مرتبط با جشن‌ها و چادرهای قابل‌حمل را نیز تولید می‌کنند.